# عبد السلام البكر
 عبد السلام أحمد حسن البكر التكريتي 1960 ابن الرئيس العراقي أحمد حسن البكر، مهندس وكاتب وله مقالات عدة في الصحافة العربية.

## حياته
ولد عبد السلام أحمد حسن بكر عمر الناصري في بغداد، أكمل تعليمه الإعدادي والثانوي، التحق بجامعة بغداد ودرس الهندسة
اشتهر بحبه للصيد في المنطقة الغربية للعراق والمسماة الجزيرة ، يقيم في أمارة دبي، كتب ونشر مقالات متعددة متحدثا عن فترة والده أحمد حسن البكر وأهم الاحداث فيها، وعن فترة الرئيس صدام حسين موضحا وشاهدا على العصر كاشفا للحقائق كما شاهدها وعايشها مما جعل لمقالاته ومنشوراته أهمية تاريخية وعلمية
شقيق السيدة هيفاء ابنة الرئيس أحمد حسن البكر زوجة عدنان خير الله، وخال أولاده الستة علي، الحمزة، محمد، رانية، رولا، نوف.

## موقفه من استقالة ووفاة والده
يذكر «عبد السلام أحمد حسن البكر» بعض الحقائق عن والده قائلا بالنسبة لموضوع الاستقالة، في سنة 1974 ذهبت مع أخي هيثم بصحبة الوالدة في رحلتها للعلاج، وهناك حدثني هيثم بأنه في بداية السبعينات وبعد انتهاء إجازته في بغداد والالتحاق بدراسته في لندن، أخبره والدي بأنه سيسمع خبر استقالته في ذكرى الثورة القادم فلا يقلق. ثم أضاف هيثم أن أبو عدي (الرئيس صدام حسين) أخبر الوالد في الأيام الأولى للثورة أنه إذا عزم على ذلك فإنه سيستقيل قبله ويسكن العوجة، وقد بقي ما قاله هيثم في ذاكرتي لحين إلقاء الرئيس صدام خطابه الأول أمام الجماهير، كرئيس للجمهورية، حين قال سأكون راية بين الرايات.. إلخ، فذكر أنه أخبر الأب القائد أنه إذا عزم على الاستقالة فسيستقيل قبله.
الحقيقة لم يكن ما نقله لي أخي هيثم مفاجئاً لي، بل لم تكن رغبة والدي في الاستقالة مفاجئة لنا جميعاً، فمنذ السنة الأولى له في المنصب وهو يتحدث عن نيته ترك (الوظيفة) كما يسميها، وقد نقل هيثم تعليل رغبة الوالد تلك قائلا: الوالد يشعر أنه أحد أسباب فشل ثورة رمضان 1963 بسبب تقريب عبد السلام عارف للحكم، ولذلك قال أريد إعادة الحكم لحزب البعث العربي الاشتراكي مرة ثانية، وأتوكل.
وحين عزم الوالد على تقديم استقالته أخيراً، بدأ بإخبار المقربين منه قبل أكثر من شهر أثناء زياراتهم له، كما أنه أخبرني بذلك أيضاً، وقال «في كل مرة أنوي تقديم الاستقالة يحدث أمر أخشى أن يفسَّر به وتُخلَق الاشاعات، مثل التأميم وحادثة ناظم كزار وحرب تشرين.. إلخ، أما الآن فلله الحمد لا توجد مشكلة».
بل إنه حرص على عدم إحراج بعض المقرَّبين منه حين يستقيل فأحال أمين العاصمة إبراهيم محمد إسماعيل على التقاعد ونقل يحيى ياسين رئيس الديوان إلى منصب رئيس ديوان الرقابة المالية، حتى أنه أحال سائقه القديم الخاص (كاظم زيارة) إلى التقاعد، أما طارق حمد العبد الله فبقي بناء على رغبة الرئيس صدام ولكي يُيسر اتصال الوالد بمؤسسة الرئاسة إذا احتاج لذلك.
أما بالنسبة لموضوع الوفاة كان الوالد يسكن في البيت لوحده، ومعه ابنة أخي محمد، حيث كنت أسكن ببيت منعزلٍ عن بيته يفصلنا باب صغير، وإن كان البيت الذي أسكن فيه هو نفس بيت الوالد حيث كان البنيان الخارجي والداخلي للبيتين واحد ولكن من الداخل يفصل بين البيتين باب، وكانت تسكن معي أختي الكبرى أرملة مظهر المطلك، بينما كان أخي هيثم يزوره وفي بعض الأحيان ويبيت عنده ليله أو ليلتين.
قبل وفاته بأكثر من شهر بقليل أصيبت إحدى عينيه بالماء الأبيض فاتصل بعدنان خير الله لييسّر موضوع سفره إلى خارج العراق، وطلب منّي التنسيق معه حول إجراءات السفر.
وبعد تمام شفائه من الماء الأبيض، قام بزيارة للحاج خير الله طلفاح في بيته، وعاد محمّلاً بمجموعة من مؤلفاته.
كانت لدى الوالد لجنة طبية مؤلفة من أكفأ الأطباء العراقيين في شتى التخصصات الطبية، قام باختيارهم هو بنفسه شخصياً، وكانت اللجنة برئاسة وزير الصحة الدكتور رياض إبراهيم وكانت هذه اللجنة تقوم بزيارته وفحصه أسبوعياً بشكل دوري منتظم.
كان مدير مستشفى ابن سينا، الدكتور سمير الشيخلي، يزوره أسبوعياً، بشكل منتظم، لفحص السكر ويحقنه بإبره لا أعرف ماهيتها، وقد فسر البعض العبارة الأخيرة بشكل مبهم فأنا لست على اطلاع بتفاصيل كل الأدوية التي تملأ الرف القريب منه ولكن لا شك أنه من العلاجات التي أوصى بها الأطباء.
في يوم وفاته زاره الدكتور الشيخلي وحقنه نفس الإبرة المعتادة، وكان يجلس بالقرب منه صهري، زوج إحدى شقيقاتي، (طه عبد الله سلطان)، وهو ضابط متقاعد برتبة عقيد ركن.
خلال زيارة الدكتور الشيخلي، وبعد أن تم حقنه، أحسَّ بدوار، ما أدى بالدكتور سمير الشيخلي أن يرتبك قائلاً للرئيس البكر “سلامات سيدي”، وأعتقد أن ارتباك الطبيب أو خشيته على حياة الرئيس أمر طبيعي، وهو حال أي طبيب يفاجأ بتدهور صحة المريض حتى لو لم يكن يعرفه، فكيف وهو الرئيس الذي يواظب على علاجه بشكل أسبوعي، ولو كان الطبيب (متآمراً) فالمتوقع العكس أي إنه لن يرتبك لعلمه المسبق بما سيحدث.
قبل وفاته روى لي صهري، طه عبد الله سلطان، بأنه شاهد رؤية في المنام تدلُّ على أن الوالد سيتوفى قريباً، وهو ما حدث.
حين حدثت الجلطة التي أودت بحياته، حضر الرئيس صدام حسين إلى البيت وحضر وزير الصحة (صادق علوش) وأعضاء اللجنة الطبية التي هي أصلاً من إختيار الوالد والتي تتولى فحصه إسبوعياً، كما حضر الحاج خير الله بعد وفاته بقليل، وأظن أنه جاء تلقائياً ردّاً لزيارة الوالد له لأنّني سمعته متعجباً يصيح: شنو الموضوع شكو؟ بعد أن شاهد العدد الكبير من السيارات في الخارج وسيارة الإسعاف السوداء التابعة لمستشفى ابن سينا.
يزعم البعض أنني قلت إن الحقنة التي تم حقن الوالد بها كانت غامضة. إن إضافة كلمة (غامضة) تعطيها بعداً مبالغاً فيه، فالحقيقة بالنسبة لي لا أعرف بالضبط ما هي هذه الحقنة، تماماً كما إنني لا أعرف عشرات علب الأدوية التي يتناولها يومياً، فالحقنة من ضمن الأدوية وكلها كان موصى بها من قبل اللجنة الطبية المذكورة.
مرة أخرى أكرر القول إن الحقنة كانت أسبوعية، وتعطى له خلال زيارة الطبيب المتخصص لمعالجة السكر، والطبيب ليس مجهولاً، فهو الدكتور سمير الشيخلي، وكان يعمل مديراً لمستشفى ابن سينا، كما كانت عيادته الخاصة في شارع السعدون ببغداد، واستمر في نفس عمله بعد وفاة الوالد ولم يتغير شيء.
بعد وفاته جاءت اللجنة الطبية المتخصصة المشرفة على علاجه، والمؤلفة من كل من:
وزير الصحة، الدكتور صادق علوش
الدكتور إحسان البحراني
الدكتور محمد علي خليل
الدكتور إبراهيم الحيالي
الدكتور علاء العلوان.
وقامت اللجنة المذكورة بإجراء فحص شامل بشكل أصولي، وأصدرت شهادة الوفاة في ضوء ما توصلت إليه، وذُكر سبب الوفاة على أنه نوبة قلبية. ولم ينقل جثمانه للمستشفى وكتبت شهادة الوفاة في البيت.
إن كان هناك شك في موضوع وفاته، ولنفترض أن اللجنة خافت أن تتكلم حينها، فيمكن لأعضائها أو قسم منهم التصريح أو التلميح بعد احتلال العراق، فلماذا لم يحدث هذا؟!
وللإجابة على سؤال يتكرر كثيراً، لماذا لم ينقل جثمانه إلى المستشفى؟ أقول: ما لم تكن هناك قرينة للشك فلا داعي لهذا الإجراء الروتيني، فجدتي توفيت في البيت في الستينات، ولم تنقل إلى المستشفى، ووالدتي كذلك في أواسط السبعينات، وكثير ممن أعرفهم لم ينقلوا إلى المستشفى، خاصة إذا عرفت عنهم أمراض تؤدي للوفاة ولهم طبيب معروف يشهد بالحالة، وقد كانت حالة الوالد ينطبق عليها هذين الوصفين، فهو مريض بالسكر، ومصاب بجلطات قلبية ودماغية متكررة.

## أنظر
- أحمد حسن البكر
- صدام حسين
- عدنان خير الله